# Topoľčany
Topoľčany és una ciutat d'Eslovàquia. Es troba a la regió de Nitra, i és capital del districte de Topoľčany. El 2011 tenia 27.177 habitants.

## Toponímia
El nom Topoľčany deriva de topoľ ('àlber' en eslovac). Tot i que un estudi més recent mostra que el nom seria un derivat de l'antic eslau topol (calent).

## Història
La primera menció escrita de la vila es remunta al 1173.

## Demografia
| Godina             | 1994   | 2004    | 2014   | 2024   |
| ------------------ | ------ | ------- | ------ | ------ |
| Nombre de persones | 32.156 | 28.728  | 26.421 | 23.985 |
| Diferència         |        | −10,66% | −8,03% | −9,21% |

| Godina             | 2023   | 2024   |
| ------------------ | ------ | ------ |
| Nombre de persones | 24.086 | 23.985 |
| Diferència         |        | −0,41% |

## Geografia
Topoľčany es troba a la vall del riu Nitra, entre les muntanyes de Tribeč al sud-est i de Považský Inovec al nord-oest. Les viles importants més properes són Partizánske (a 16 km al nord-est) i Nitra (a 30 km al sud).

## Població

### Ètnies
La majoria de la població de la vila són eslovacs: 24.930 persones (91,3%).
| Ètnia       | Nombre | Percentatge |
| ----------- | ------ | ----------- |
| Eslovacs    | 24.930 | 97,7%       |
| Magiars     | 241    | 0,9%        |
| Txecs       | 155    | 0,6%        |
| Gitanos     | 29     | 0,1%        |
| Ucraïnesos  | 15     | 0,1%        |
| Altres      | 140    | 0,5%        |
| No precisat | 1.667  | —           |

## Ciutats agermanades
La ciutat de Topoľčany està agermanada amb les viles de:
- Artern, Alemanya
- Einbeck, Alemanya
- Hlohovec, Eslovàquia
- Jászberény, Hongria
- Luhačovice, República Txeca
- Mazingarbe, França
- Prílep, Macedònia del Nord
- Rybnik, Polònia